# Stien van Bilderbeek

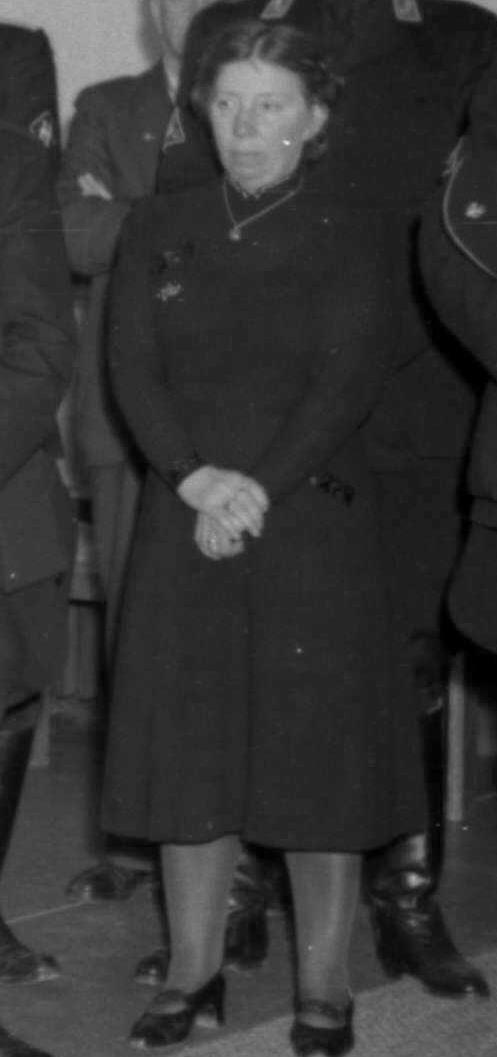
Stien van Bilderbeek, zwischen 1940 und 1942

Christina „Stien“ Wilhelmina van Bilderbeek (* 23. September 1887 in Amsterdam; † 1979) war ein niederländisches Mitglied der Nationaal-Socialistische Beweging (NSB) und Sekretärin von Anton Mussert, dem Führer der NSB in den Niederlanden.

## Leben
Stien van Bilderbeek wurde als zweitjüngstes von acht Kindern des Ladenbesitzers Bernardus van Bilderbeek (1849–1904) und von Wilhelmina Christina Tappe (1857–1929) geboren. Sie wuchs mit ihrer Schwester und sechs Brüdern in einer mennonitischen Mittelschichtfamilie auf. Nach dem Abitur und einer kaufmännischen Ausbildung arbeitete sie ab 1905 als leitende Sekretärin bei der Amsterdamer Bank. Anfang der 1920er Jahre wurde sie entlassen, nachdem bei ihr Tuberkulose diagnostiziert worden war. Sie wurde in einem Schweizer Kurort und im deutschen Bad Oeynhausen behandelt, wo sie die Bekanntschaft des älteren Kaufmanns J.W. Westerman machte, der ihr eine Vaterfigur wurde.
Um 1921 kehrte Stien van Bilderbeek in die Niederlande zurück und eröffnete zusammen mit Westerman eine Pension in Baarn, die sich allerdings nicht rentierte. Als sie in Kontakt mit dem ebenfalls in Baarn lebenden Tiefbauingenieur Anton Adriaan Mussert (1894–1946) kam, übernahm sie als seine Sekretärin administrative Tätigkeiten für ein von ihm geleiteten Wasserbauprojekt beim Wasserwerk der Provinz Utrecht. Sie war von 1923 bis 1945 für ihn tätig, außer zwischen 1927 und 1931, in denen Mussert als Chefingenieur lediglich technisches Personal einstellen durfte. Während dieser Zeit kümmerte sich Stien van Bilderbeek um die Professorin für Pflanzenpathologie Johanna Westerdijk.

### Tätigkeit in der NBS
Nachdem Mussert im Dezember 1931 die sich an der NSDAP orientierende National-Sozialistische Bewegung der Niederlande (NSB) mit ihm als Vorsitzenden gegründet hatte, trat Stien van Bilderbeek wieder in seine Dienste. Im Februar 1932 wurde sie als 27. und erste Frau Mitglied der NBS, ebenso wie ihr Bruder Friedrich Wilhelm (1880–1944) und drei weitere ihrer Brüder. Nach ihrer Genesung von einer erneuten Tuberkuloseinfektion begann sie 1932 als Musserts Privat- und Parteisekretärin zu arbeiten, bearbeitete seine Post, verwaltete Terminkalender und Archive, tippte Dokumente ab und eignete sich Aufgaben an, die eigentlich in die Zuständigkeit von Cornelis van Geelkerken fielen. Obwohl sie Musserts volles Vertrauen genoss, redete er sie weiterhin mit „Fräulein Van Bilderbeek“ an, statt mit dem unter NSB-Mitgliedern üblichen „kameraadske“. Ihr besonderer Status als Vertraute Musserts und ihre Freundschaft mit seiner Frau Rie Witlam führten zu Unmut bei den Mitgliedern der Parteiführung, da alle Termine mit ihm und die eingehende Post über sie liefen. Sie sah es als ihre Aufgabe an, Mussert möglichst abzuschirmen.

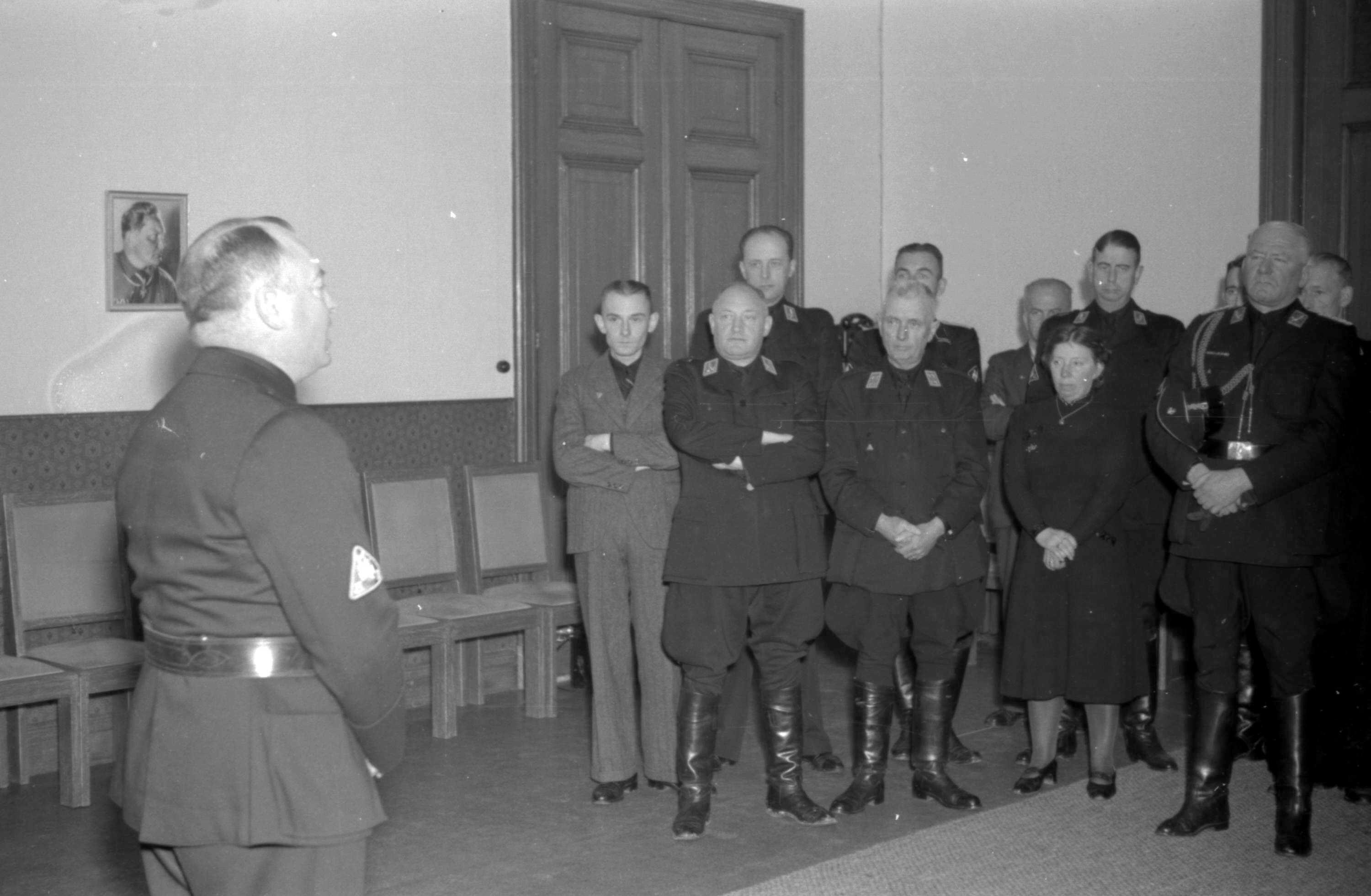
Stien van Bilderbeek mit weiteren NBS-Mitgliedern bei einer Ansprache Musserts, ca. 1940/1942

Am Tag des Überfalls auf die Niederlande am 10. Mai 1940 wurde Stien van Bilderbeek, wie viele NSB-Mitglieder, in Utrecht verhaftet. Mit der Kapitulation am 15. Mai und der Besetzung der Niederlande kam sie frei und sah Mussert wieder, der sich während der fünf Tage versteckt gehalten hatte. Das Wiedersehen beschrieb sie als „einen der schönsten Momente meines Lebens“. In Volk en Vaderland, dem Parteiorgan der niederländischen Nationalsozialisten, wurde sie während der Kriegsjahre mehrmals erwähnt, da sie Mussert oder seine Frau manchmal zu offiziellen Anlässen begleitete. In der Zeitung vom 8. August 1941 wurde sie für ihren Einsatz bei der Gründung von „Westerhelling“, einem Heim für NSB-Kinder in der Nähe von Berg en Dal, gelobt. Ihre Verehrung für Mussert führte dazu, dass sie half, seine Affäre mit ihrer Cousine zweiten Grades, Marietje Mijnlieff zu vertuschen, um einen Imageschaden abzuwenden.
Als im September 1944 die meisten NSB-Mitglieder vor dem bevorstehenden Vormarsch der Alliierten flohen, blieb Stien van Bilderbeek bei Mussert, der sich auf das Twenter Landgut Bellinckhof bei Almelo zurückzog. Sie kümmerte sich persönlich um die Sicherung von Dokumenten aus dem Utrechter Hauptquartier, von denen einige im Garten der Familie Mijnlieff vergraben waren. Im Dezember 1944 kehrte sie nach Utrecht zurück, um weiteres Material aus dem Hauptquartier zu sichern oder zu vernichten. Im selben Monat wurde ihr Bruder Friedrich Wilhelm, Schatzmeister der Partei, am 14. Dezember in Assen von einem Leibwächter Musserts wegen des Verdachts auf Benzindiebstahl erschossen.

### Weiteres Leben
Nach der deutschen Kapitulation wurde Stien van Bilderbeek am 12. Mai 1945 im Utrechter Frauenlager Fort de Bilt inhaftiert und am 26. März 1947 in Utrecht wegen Hochverrats zu vier Jahren Gefängnis, dem Verlust ihres Wahlrechts und der Beschlagnahmung eines Teils ihres Vermögens verurteilt. Während des Prozesses bezeichneten ehemalige Parteimitglieder sie als „engagierte, aber dumme Frau“, als „fanatische Anhängerin Musserts“ und als „jemanden, der sich in Angelegenheiten einmischte, mit denen sie eigentlich nichts zu tun hatte“. Ihr Anwalt versuchte ebenfalls, sie als „jemandem mit einer dummen, unterwürfigen Natur, der Mussert blind folgte“, darzustellen. Sie selbst verteidigte ihre Arbeit als eine von Gott gegebene Aufgabe und ihre Hingabe und Treue als angeborene Charaktereigenschaften. Darüber hinaus glaubte sie weiterhin an Musserts „reine Absichten“ und betrachtete ihn als „einen guten und großen Holländer“. Obwohl sie als Musserts Sekretärin eine relativ hohe Position innerhalb der NSB innehatte, musste sie sich nicht vor einem Sondergericht verantworten.
Nach ihrer vorzeitigen Entlassung aus Gesundheitsgründen im Oktober 1948 konnte Stien van Bilderbeek eine Verwaltungstätigkeit in einem Amsterdamer Büro annehmen und kümmerte sich auch um ihren „Pflegevater“ Westerman. Sie stand aber weitere zwei Jahre unter der Aufsicht der Stichting Toezicht Politieke Delinquenten. 1961 gab sie Loe de Jong ein Interview über ihre Jahre als Musserts Sekretärin, lebte ansonsten aber in Anonymität. Stien van Bilderbeek starb 1979.
Ihre Biografie wurde in das Buch 101 Vrouwen en de oorlog der Historikerin und Schriftstellerin Els Kloek mit 101 Biografien von Frauen, die im Zweiten Weltkrieg im Kontext der niederländischen Geschichte eine Rolle spielten, aufgenommen.